# Équipe du Monténégro féminine de volley-ball
L'équipe du Monténégro féminine de volley-ball est composée des meilleures joueuses monténégrines sélectionnées par la Fédération monténégrine de volley-ball (Volleyball Federation of Montenegro). Elle est actuellement classée au 46e rang de la Fédération internationale de volley-ball au 11 juillet 2022.

## Sélection actuelle
Sélection pour les Qualifications aux championnats d'Europe de 2011.

Entraîneur : Vladimir Racković  ; entraîneur-adjoint : Luka Tijanić 